# Condino
Condino är en ort och frazione i kommunen Borgo Chiesei provinsen Trento i regionen Trentino-Sydtyrolen i Italien. Den är belägen 45 km sydväst om Trento. 31 december 2004 hade orten en befolkning på 1 507 och en area på 33.8 km². Condino gränsar till följande samhällen: Daone, Breno, Castel Condino, Bagolino, Cimego, Brione, Tiarno di Sopra och Storo.
Condino upphörde som kommun den 1 januari 2016 och bildade med de tidigare kommunerna Brione och Cimego den nya kommunen Borgo Chiese. Den tidigare kommunen hade 1 489 invånare (2015).